# 윤돈 등의 동복화회입의
윤돈 등의 동복화회입의(尹暾 等의 同腹和會立議)는 대전광역시 유성구에 있는 조선시대의 재산 분배 증서이다. 1989년 3월 18일 대전광역시의 유형문화재 제14호로 지정되었다.

## 개요
조선시대 윤돈이라는 사람이 처가인 문화 유씨가문에서 토지와 노비 등 많은 재산을 분배받은 증서이다.
윤돈이 그 아들 윤창세에게 쓰게 하였고, 모두 3통을 작성하였으나 2통은 없어졌고, 1통만이 남아 있다. 윤돈은 파평 윤씨로 노성종파를 이룬 중시조로 전해져 온다. 윤창세(尹昌世:증이조참판)가 글씨를 썼기 때문에 표지에 증참판부군필적(贈參判府君筆蹟)이라 적혀 있다.
증서의 내용으로 보아 조선시대에는 출가한 딸에게도 재산을 균등하게 나누어 주었음을 알 수 있다. 이 문서는 당시의 조선시대 가족사 및 사회 모습을 알 수 있게 하는 주요자료로 평가되고 있다.

## 주요 내용
주요 내용은 일여삼 한여헌처 유씨 봉사조합 207 두산(一女參 韓汝獻妻 柳氏奉祀條合 二百七 斗産)과 노비, 이녀삼 윤돈봉처사 유조씨합 174 두산(二女參 尹暾奉妻祀 柳條氏合 百七十四 斗産)과 노비, 삼남 고 유서봉처 이씨 179 두산(三南 故 柳壻鳳妻 李氏 百七十九 斗産)과 노비 등으로 기록되어 있다.

## 참고 자료
- 윤돈등의동복화회입의 - 국가유산청 국가유산포털